# Хаммерштейн-Экворд, Кунрат фон
Кунрат барон фон Хаммерштейн-Экворд (нем. Kunrat von Hammerstein-Equord) (14 июня 1918, Берлин — 13 июня 2007) — офицер вермахта, танкист, сын Курта фон Хаммерштейн-Экворда, участник заговора против Гитлера 20 июля 1944 года.

## Биография
Кунрат фон Хаммерштейн-Экворд родился 14 июня 1918 года в Берлине. Он был четвертым из семи детей «Красного генерала» Курта фон Хаммерштейн-Экворда и его жены Марии, урожденной баронессы фон Лютвиц (1886—1970 гг). Окончил Бисмаркскую гимназию (там же, в Берлине). В 1937 году, по приглашению военного атташе, полковника Уеста, он в течение учебного года проходил обучение в Калифорнии. После своего возвращения проходил службу в качестве курсанта в 14-м кавалерийском полку. В 1939 году сдал экзамены в школу офицеров в Дрездене. После начала Второй мировой войны зачислен патрульным офицером в 5-ю танковую дивизию, действовавшую в Польше, в 1940-м — на западном фронте. По прохождению службы был удостоен Железного креста 1-го и 2-го классов. После ранения выбыл из строя, и воспользовался возможностью, чтобы продолжить юридическое образование в Берлине, Лейпциге и Бонне. Также получил должность в Верховном командовании вермахта и занимался преподавательской деятельностью в военных школах.

### Участие в Сопротивлении
Кунрат и его брат Людвиг имели тесные контакты с заговорщиками (Заговор 20 июля), особенно с Карлом Герделером, Филиппом фон Бёзелагером, Эвальдом фон Клейстом, Акселем фон дем Бусше, Фабианом фон Шлабрендорфом, а также с семьями Линара, фон Харденберга, Хасселя, фон Фалькенхаузена и другими.
Его мать и другие члены семьи после провала заговора были арестованы и отправлены в Бухенвальд, позднее переведены в тюрьму Регенсбург. Кунрат с Людвигом скрылись в Рейнской области, где пробыли в подполье до конца войны. Кунрату также удалось спрятать свой дневник, где он описывал свою жизнь между 1942 и 1944 годами в безопасном месте в Дании. Дневник ляжет в основу книги, опубликованной в 1963 году.

### После войны
После войны, с 1953 года работал в концерне «Отто Вольф» в Кёльне. Дружил с Отто Вольфом фон Амеронгеном. С 1983 года жил в Бонне.